# Étienne Falgoux

a Compétitions nationales et continentales officielles uniquement.

b Matchs officiels uniquement.
Dernière mise à jour le 5 janvier 2025.
Étienne Falgoux, né le 19 janvier 1993 à Issoire (Puy-de-Dôme), est un joueur international français de rugby à XV évoluant au poste de pilier gauche. Il joue au sein de l'effectif de l'ASM Clermont Auvergne depuis 2013, son club formateur.
Avec l'ASM Clermont Auvergne, il devient champion de France en 2017 et remporte le Challenge européen en 2019. 

## Biographie

### Jeunesse et formation
Étienne Falgoux naît à Issoire et grandit à Besse-et-Saint-Anastaise, au sein du massif du Sancy. Pendant sa jeunesse, il alterne alors entre ses deux passions sportives : le rugby à XV et le ski alpin. Il pratique ce dernier avec son cousin, skieur alpin, Rémy Falgoux. Au collège du Pavin de Besse, il fait partie de la section sport étude qui lui permet d'effectuer des compétitions de ski en Auvergne et dans les Alpes. Il commence une formation de monitorat en ski, mais après avoir rejoint le lycée Murat d'Issoire, il se consacre définitivement à la pratique du rugby après avoir intégré la section rugby de l'établissement, laissant alors de côté la pratique du ski qui présente trop de risques pour une possible carrière de rugbyman. 
Auparavant, il commence la pratique du rugby à XV au sein du Rugby Club Montaigut Besse, puis rejoint ensuite l'US Issoire pendant une année,. Il est repéré à seize ans par l'ASM Clermont Auvergne,. Il intègre ensuite le centre de formation du club à dix-neuf ans, en 2012.
En novembre 2013, il est retenu en équipe de France universitaire pour affronter la Belgique, en compagnie de plusieurs de ses coéquipiers clermontois dont Paul Jedrasiak. Ils s'imposent 36 à 12 lors de ce match.
En parallèle du rugby, il effectue une licence d'histoire, qu'il obtient, au sein de l'université Blaise-Pascal.

### Début de carrière professionnelle perturbée par les blessures et vainqueur du Top 14 (2014-2017)
En janvier 2014, Étienne Falgoux dispute son premier match professionnel face à l'Aviron bayonnais en Top 14, où il remplace Raphaël Chaume en fin de rencontre. En fin de saison, de retour avec les espoirs, il est sacré champion de France espoirs avec l'ASM.
En novembre 2015, il subit une rupture du ligament croisé postérieur du genou gauche, freinant alors sa progression.
Ce n'est quasiment qu'un an plus tard qu'il fait son retour à la compétition, puis connaît sa première titularisation à l'occasion de la troisième journée de Top 14 contre le Stade français Paris lors de la saison 2016-2017. Il découvre également la Coupe d'Europe cette saison-là contre le club anglais des Exeter Chiefs et est titularisé pour la première fois dans cette compétition contre l'Ulster,. Il entre en jeu en finale de Coupe d'Europe contre les Saracens mais s'incline 28 à 17 avec son club,. Quelques semaines plus tard, il remporte le Top 14, 22 à 17 contre le Rugby club toulonnais, avec son club formateur où il est remplaçant en finale,. Durant cette saison, il s'impose alors comme le deuxième pilier gauche de l'effectif derrière Raphaël Chaume et devant Thomas Domingo, il joue vingt-huit rencontres dont onze en tant que titulaire et participe à toutes les rencontres de phases finales que l'ASM dispute dans les deux compétitions.

### Titulaire avec l'ASM Clermont, découverte du niveau international et vainqueur du Challenge européen (2017-2020)

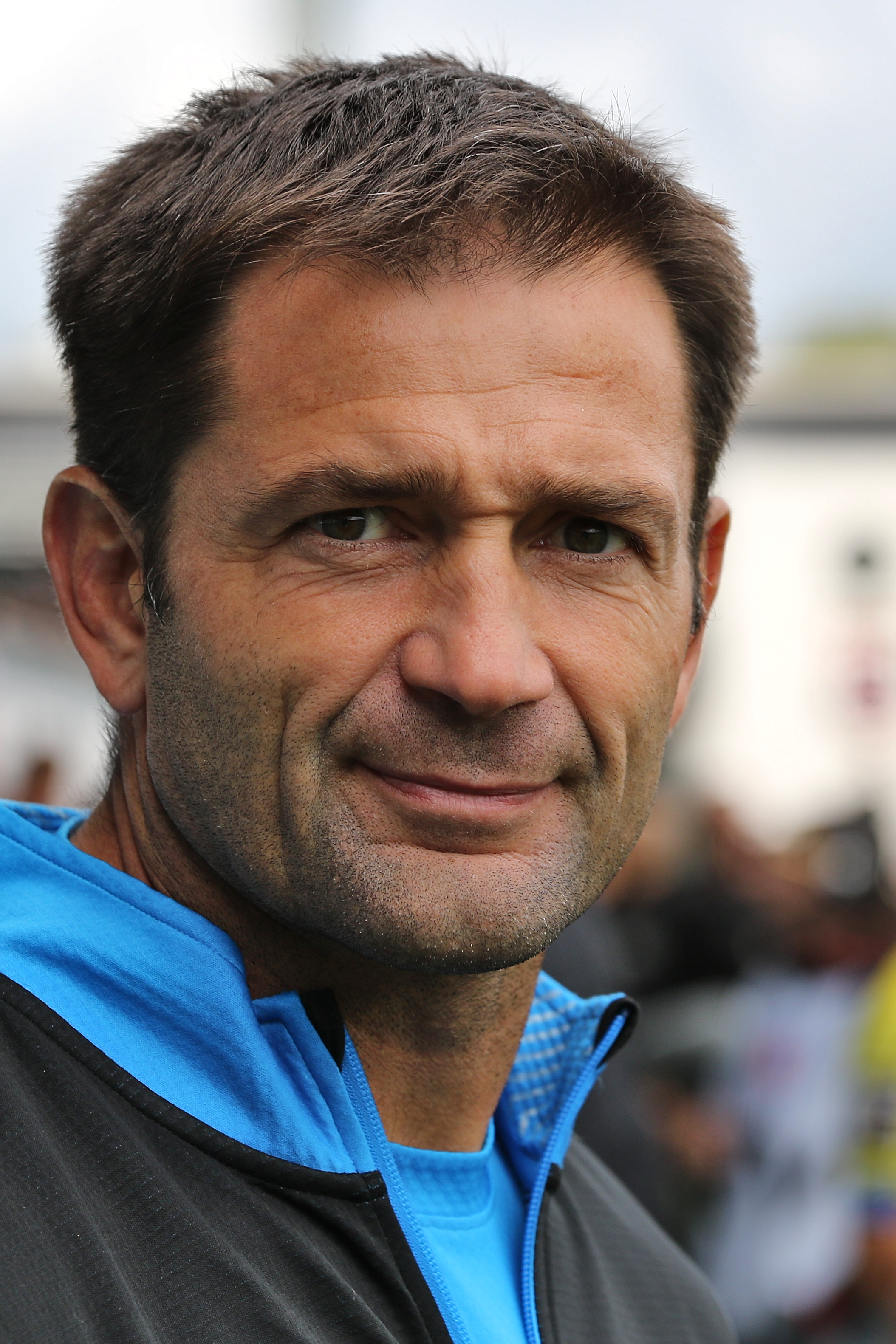
Franck Azéma, ici en 2015, est l'entraîneur de Falgoux de 2013 à 2021.

Dès la saison suivante, il continue sa progression et devient le pilier gauche ayant disputé le plus de minutes avec l'ASM devant Raphaël Chaume, portant son total de titularisations à seize en vingt-sept rencontres disputés.
Durant la saison 2018-2019, il réalise une bonne saison sur le point personnel, après le départ de Raphaël Chaume au Lyon OU, il est désormais le pilier gauche titulaire de son club. Courant février 2019, il est convoqué pour la première fois en équipe de France lors du Tournoi des Six Nations 2019 pour pallier le forfait de Dany Priso. Il joue trois matchs avec les Bleus, étant d'abord remplaçant contre l'Écosse et l'Irlande, puis titulaire contre l'Italie lors de la dernière journée. Au mois de mai, il prolonge son contrat avec son club formateur jusqu'en 2023. Sur le plan collectif avec son club, il remporte le Challenge européen face au Stade rochelais (36 à 16), puis est finaliste du Top 14 contre le Stade toulousain. Il dispute vingt-huit rencontres dont vingt en tant que titulaire cette saison-là.
Le 18 juin 2019, le pilier auvergnat est appelé en tant que réserviste en marge de la liste des 31 joueurs convoqués en équipe de France en préparation de la Coupe du monde 2019. Néanmoins, Cyril Baille rejoint la liste des réservistes en juillet après le forfait sur blessure d'Étienne Falgoux.
La saison 2019-2020 est perturbée par la pandémie de Covid-19 qui met fin au Top 14 avant le terme de la saison, avant cet arrêt Falgoux compte quinze titularisations en seize rencontres, confirmant son statut de numéro un à son poste,. Durant l'été 2020, il fait partie des joueurs participant aux négociations sur les baisses de salaire au sein du club en rapport avec la fin de saison tronquée par la pandémie.

### Joueur important de l'ASM Clermont (depuis 2020)
À partir de la saison 2020-2021, l'arrivée de Peni Ravai remet en cause son statut de titulaire après les bonnes performances de ce dernier,. Début 2021, il se blesse gravement aux muscles ischio-jambiers, mettant alors un terme à sa saison. Plus tard la même année, en novembre, il est invité dans l'équipe des Barbarians français pour affronter les Tonga au Matmut Stadium Gerland de Lyon. Les Baa-Baas s'impose 42 à 17 grâce à six essais inscrits.
En fin de saison 2021-2022, avec l'émergence des jeunes piliers clermontois Giorgi Beria et Daniel Bibi Biziwu, Falgoux perd en temps de jeu en fin de saison.
Toutefois, il réalise un bon début de saison 2022-2023 et retrouve une place de titulaire. Ses bonnes performances sont récompensées et courant janvier il signe une prolongation de contrat de trois saisons, le liant au club auvergnat jusqu'en 2026.

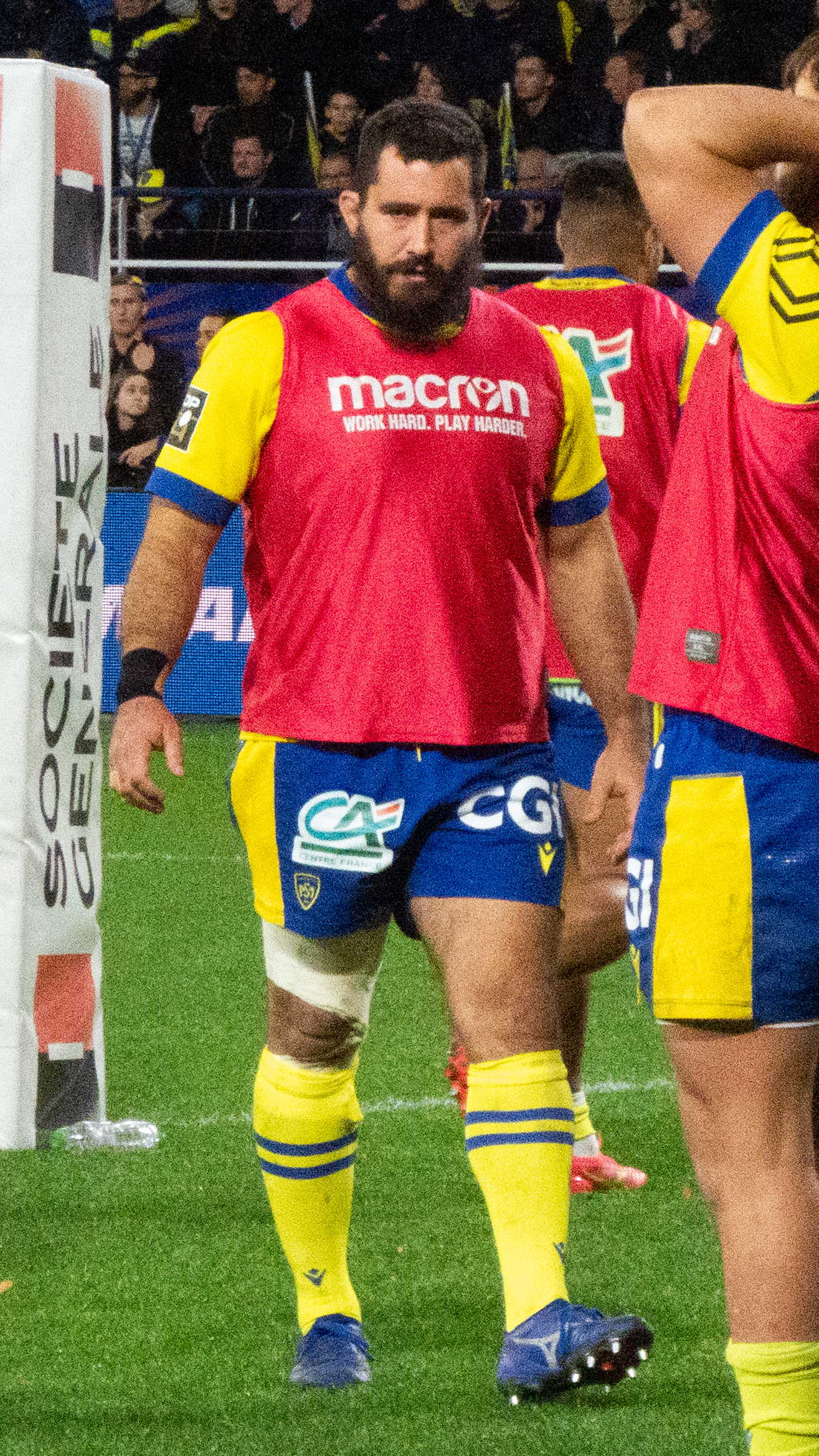
Étienne Falgoux pendant la saison 2023-2024.

Peu de temps avant le début de la saison 2023-2024, il est nommé vice-capitaine du club en compagnie de Baptiste Jauneau, en soutien du nouveau capitaine Irae Simone,. Finalement, il est régulièrement capitaine après la blessure d'Irae Simone et enchaîne les rencontres en tant que titulaire, cependant il subit une blessure au biceps en février qui l'éloigne des terrains pour une durée de trois mois. À son retour de blessure, Giorgi Beria est le titulaire à son poste et il dispute la fin de saison en tant que remplaçant,.

## Statistiques

### En club
Au 4 janvier 2025, Étienne Falgoux compte 194 matchs joués avec l'ASM Clermont, dont 154 en Top 14, 29 en Coupe d'Europe/Champions Cup et 11 en Challenge européen/Cup, depuis 2014. Il a inscrit 7 essais dans sa carrière, soit 35 points.
| Saison             | Club                  | Championnat | Championnat | Championnat | Compétitions de l'EPCR | Compétitions de l'EPCR | Compétitions de l'EPCR |
| Saison             | Club                  | Compétition | Matchs      | Essais      | Compétition            | Matchs                 | Essais                 |
| ------------------ | --------------------- | ----------- | ----------- | ----------- | ---------------------- | ---------------------- | ---------------------- |
| 2013-2014          | ASM Clermont Auvergne | Top 14      | 2           | -           | Coupe d'Europe         | -                      | -                      |
| 2014-2015          | ASM Clermont Auvergne | Top 14      | 1           | -           | Coupe d'Europe         | -                      | -                      |
| 2015-2016          | ASM Clermont Auvergne | Top 14      | 1           | -           | Coupe d'Europe         | -                      | -                      |
| 2016-2017          | ASM Clermont Auvergne | Top 14      | 21          | -           | Coupe d'Europe         | 7                      | -                      |
| 2017-2018          | ASM Clermont Auvergne | Top 14      | 20          | 1           | Coupe d'Europe         | 7                      | 1                      |
| 2018-2019          | ASM Clermont Auvergne | Top 14      | 22          | 1           | Challenge européen     | 6                      | -                      |
| 2019-2020          | ASM Clermont Auvergne | Top 14      | 12          | -           | Coupe d'Europe         | 5                      | 1                      |
| 2020-2021          | ASM Clermont Auvergne | Top 14      | 10          | -           | Coupe d'Europe         | 2                      | -                      |
| 2021-2022          | ASM Clermont Auvergne | Top 14      | 20          | -           | Coupe d'Europe         | 4                      | -                      |
| 2022-2023          | ASM Clermont Auvergne | Top 14      | 20          | 1           | Champions Cup          | 2                      | -                      |
| 2022-2023          | ASM Clermont Auvergne | Top 14      | 20          | 1           | Challenge Cup          | 2                      | -                      |
| 2023-2024          | ASM Clermont Auvergne | Top 14      | 17          | 1           | Challenge Cup          | 3                      | -                      |
| 2024-2025          | ASM Clermont Auvergne | Top 14      | 8           | 1           | Champions Cup          | 2                      | -                      |
| Total ASM Clermont | Total ASM Clermont    | Top 14      | 154         | 5           | Compétitions EPCR      | 40                     | 2                      |

### En équipe nationale
Étienne Falgoux compte trois sélections en équipe de France. Il prend part à une édition du Tournoi des Six Nations en 2019.
| Année | Compétition             | Matchs | Points | Essais |
| ----- | ----------------------- | ------ | ------ | ------ |
| 2019  | Tournoi des Six Nations | 3      | -      | -      |
| Total | Total                   | 3      | 0      | 0      |

## Palmarès
- Vainqueur du Championnat de France espoirs en 2014 avec l'ASM Clermont Auvergne.
- Finaliste du Championnat de France en 2015 et 2019 avec l'ASM Clermont Auvergne.
- Finaliste de la Coupe d'Europe en 2017 avec l'ASM Clermont Auvergne.
- Vainqueur du Championnat de France en 2017 avec l'ASM Clermont Auvergne.
- Vainqueur du Challenge européen en 2019 avec l'ASM Clermont Auvergne.